# Sengoku (Videojuego 2011)
Sengoku es un juego de estrategia ambientado en el Japón feudal del Período Sengoku, desarrollado por Paradox Development Studio y publicado por Paradox Interactive.

## Trama y jugabilidad
En este juego, el jugador toma el rol de un noble japonés en el año 1467. El título significa "estados en guerra" y hace referencia al Período Sengoku; período en el que está ambientado el juego. La jugabilidad es similar a Crusader Kings II, otro juego de Paradox. 

### Jugabilidad
El jugador puede elegir jugar como uno de los gobernantes de la época, desde los grandes líderes de clanes como Uesugi o Hosokawa hasta los gobernantes más insignificantes, y el objetivo de este será convertirse en Shogún, título que se obtiene al conquistar el 50% de Japón y mantenerlo durante 3 años seguidos.  Para esto podrá emplear la guerra, la diplomacia, la intriga, entre otras cosas. 

### Interfaz
El juego incluye un detallado mapa histórico de Japón con más de 350 provincias y es posible jugar en 2 escenarios distintos; en 1467 y en 1551.El mapa abarca todo el territorio actual de Japón a excepción de la isla de Hokkaidō y de las islas Ryūkyū.

## Recepción
El juego recibió críticas "promedio" de acuerdo a la página web de críticas Metacritic.
El juego fue criticado por WarGamer por su falta de misiones y su falta de una fecha de inicio flexible, algo extraño viniendo de un juego de Paradox.